# Tafeltennis op de Olympische Zomerspelen 2024
Tafeltennis was een van de sporten die beoefend werden op de Olympische Zomerspelen 2024 in Parijs, Frankrijk. De onderdelen werden van 27 juli t/m 10 augustus 2024 afgewerkt. Voor zowel de mannen als de vrouwen bestond er een competitie in het enkelspel en in teams. Ook was er een gemengd dubbelspel.

## Kwalificatie
Als gastland kreeg Frankrijk in totaal zes plaatsen toegewezen. Een team van drie spelers bij zowel de mannen als de vrouwen, waarvan er per geslacht ook nog twee meededen in de individuele onderdelen.
Bij de teams was er voor elk continent een kwalificatietoernooi, waardoor er zes landen kwalificeerden. Daarnaast waren er nog negen plaatsen te vergeven via de wereldwijde kwalificaties.
Bij het enkelspel geldt dat per land (NOC) dat is geplaatste met het team maximaal twee spelers zich automatisch plaatsen voor het enkelspel. De overige plaatsen zijn beschikbaar na kwalificatie per regio (continentale federatie).
Zie Tafeltennis op de Olympische Zomerspelen 2024 - Kwalificatie voor meer informatie.

## Wedstrijdschema
| Onderdeel↓ / Datum → | 27 | 28 | 29 | 30 | 31 | 1 | 2 | 3 | 4 | 5 | 6 | 6 | 7 | 7 | 8 | 9 | 10 |
| -------------------- | -- | -- | -- | -- | -- | - | - | - | - | - | - | - | - | - | - | - | -- |
| Mannen enkel         | V  | V  | V  | V  | V  | ¼ | ½ |   | F |   |   |   |   |   |   |   |    |
| Mannen team          |    |    |    |    |    |   |   |   |   | V | V | ¼ | ¼ | ½ | ½ | F |    |
| Vrouwen enkel        | V  | V  | V  | V  | V  | ¼ | ½ | F |   |   |   |   |   |   |   |   |    |
| Vrouwen team         |    |    |    |    |    |   |   |   |   | V | V | ¼ | ¼ |   | ½ |   | F  |
| Gemengd dubbel       | V  | ¼  | ½  | F  |    |   |   |   |   |   |   |   |   |   |   |   |    |

V Voorrondes  
¼ Kwartfinales  
½ Halve finales  
F Finale  

## Medaillewinnaars
| Onderdeel      | Goud | Goud                             | Zilver | Zilver                                           | Brons | Brons                                  |
| -------------- | ---- | -------------------------------- | ------ | ------------------------------------------------ | ----- | -------------------------------------- |
| Mannen enkel   | CHN  | Fan Zhendong                     | SWE    | Truls Möregårdh                                  | FRA   | Félix Lebrun                           |
| Mannen team    | CHN  | Fan Zhendong Ma Long Wang Chuqin | SWE    | Anton Källberg Kristian Karlsson Truls Möregårdh | FRA   | Simon Gauzy Alexis Lebrun Félix Lebrun |
| Vrouwen enkel  | CHN  | Chen Meng                        | CHN    | Sun Yingsha                                      | JPN   | Hina Hayata                            |
| Vrouwen team   | CHN  | Chen Meng Sun Yingsha Wang Manyu | JPN    | Miwa Harimoto Hina Hayata Miu Hirano             | KOR   | Jeon Ji-hee Lee Eun-hye Shin Yu-bin    |
| Gemengd dubbel | CHN  | Wang Chuqin Sun Yingsha          | PRK    | Ri Jong-sik Kim Kum-yong                         | KOR   | Lim Jong-hoon Shin Yu-bin              |

## Medaillespiegel
| Plaats | Land        | NOC    | Goud | Zilver | Brons | Totaal |
| ------ | ----------- | ------ | ---- | ------ | ----- | ------ |
| 1      | China       | CHN    | 5    | 1      | 0     | 6      |
| 2      | Zweden      | SWE    | 0    | 2      | 0     | 2      |
| 3      | Japan       | JPN    | 0    | 1      | 1     | 2      |
| 4      | Noord-Korea | PRK    | 0    | 1      | 0     | 1      |
| 5      | Frankrijk   | FRA    | 0    | 0      | 2     | 2      |
| 5      | Zuid-Korea  | KOR    | 0    | 0      | 2     | 2      |
| Totaal | Totaal      | Totaal | 5    | 5      | 5     | 15     |